# Absolute Music 3
Absolute Music 3 er en kompilation i serien Absolute Music udgivet den 16. august 1993. Albummet var det tredjemest solgte kompilation-album i Danmark i 1993. Cd-versionen indeholder 18 sange, mens bånd- og vinyl-versionen indeholder 24 sange. Nogle af sangene udkom senere på The Best Of Absolute Music 1-2-3.

## Sangliste (CD)
| 1.  | "Oh Carolina"                  | J. Folkes, H. Mancini                         | Shaggy              | 3:10 |
| 2.  | "What Is Love"                 | Dee Dee Halligan, Junior Torello              | Haddaway            | 4:27 |
| 3.  | "Cose Della Vita"              | E. Ramazzotti, Piero Cassano, Adelio Cogliati | Eros Ramazzotti     | 4:05 |
| 4.  | "I Don't Wanna Fight"          | Lulu, Billy Lawrie, Steve DuBerry             | Tina Turner         | 4:25 |
| 5.  | "Sweet Harmony"                | Jon Marsh, Helena Marsh                       | The Beloved         | 5:02 |
| 6.  | "Hvorlænge vil du ydmyge dig?" | Klaus Kjellerup                               | Danser med Drenge   | 4:49 |
| 7.  | "Long Train Runnin'"           |                                               | The Doobie Brothers | 3:23 |
| 8.  | "Don't Leave Tonight"          | T. Helmig                                     | Thomas Helmig       | 3:32 |
| 9.  | "Someday (I'm Coming Back)"    |                                               | Lisa Stansfield     | 5:34 |
| 10. | "Give It Up"                   |                                               | Cut 'N' Move        | 4:22 |
| 11. | "I Can't Live Without Love"    |                                               | Laid Back           | 4:04 |
| 12. | "That's the Way Love Is"       |                                               | Bobby Brown         | 4:06 |
| 13. | "I'm Every Woman"              |                                               | Whitney Houston     | 4:44 |
| 14. | "Constant Craving"             | K.D. Lang                                     | K.D. Lang           | 3:45 |
| 15. | "Jump They Say"                | D. Bowie                                      | David Bowie         | 3:58 |
| 16. | "Tip of My Tongue"             |                                               | Diesel              | 4:12 |
| 17. | "Stand Above Me"               |                                               | OMD                 | 3:33 |
| 18. | "I Put a Spell on You"         |                                               | Bryan Ferry         | 3:55 |

## Sangliste (BÅND/VINYL)

### Bånd 1/Vinyl 1
1. Shaggy – "Oh Carolina"
2. Haddaway – "What Is Love"
3. Eros Ramazzotti – "Cose Della Vita"
4. Tina Turner – "I Don't Wanna Fight"
5. The Beloved – "Sweet Harmony"
6. Danser Med Drenge – "Hvor Længe Vil Du Ydmyge Dig?"
7. The Doobie Brothers – "Long Train Runnin'"
8. Thomas Helmig – "Don't Leave Tonight"
9. Lisa Stansfield – "Someday (I'm Coming Back)"
10. Cut'N'Move – "Give It Up"
11. Laid Back – "I Can't Live Without Love"
12. Bobby Brown – "That's The Way Love Is"

### Bånd 2/Vinyl 2
1. Whitney Houston – "I'm Every Woman"
2. K.D. Lang – "Constant Craving"
3. David Bowie – "Jump They Say"
4. Diesel – "Tip Of My Tongue"
5. OMD (Orchestral Manoeuvres In The Dark) – "Stand Above Me"
6. Bryan Ferry – "I Put A Spell On You"
7. Shai – "Baby I'm Yours"
8. Jeremy Jordan – "The Right Kind Of Love"
9. Jeff Healey – "Leave The Light On"
10. Boy George – "The Crying Game"
11. Hanne Boel – "Mocking Bird"
12. Annie Lennox – "Love Song For A Vampire"